# Farfars vals
Farfars vals är en låt som skrevs av Lars Färnlöf (1942–1994). Han skrev den till sin farfar.  Den finns i inspelning av sångerskan Monica Zetterlund (1937–2005).  Under sitt engelska namn Grandfather's Waltz har den bland annat spelats av Stan Getz och Bill Evans.